# Randall Park
Randall Park (Los Ángeles, California; 23 de marzo de 1974) es un actor estadounidense. Es conocido por su papel como Louis Huang en la comedia de ABC, Fresh Off The Boat, por el cual fue nominado al Premio de la Crítica Televisiva al mejor actor en serie de comedia en 2016.

## Juventud y educación
Hijo de padres surcoreanos, Park nació y fue criado en Los Ángeles, California. Park se graduó del Programa Humanities Magnet de la Escuela Secundaria Hamilton. Park obtuvo un título en licenciatura en Inglés y una maestría en Estudios asiático-estadounidenses en UCLA. Mientras estudiaba en UCLA, Park cofundó un grupo teatral asiático-estadounidense.

## Trayectoria

### Cine y televisión
Park hizo su debut como actor en el corto de 2003 film Dragon of Love (como el personaje principal, Joel), el cual ganó el premio a Mejor Corto en el Festival Internacional de Cine de Hawái de 2003. Park ha actuado en películas como Larry Crowne (como el recluta Wong), Dinner for Schmucks (como Henderson), y The Five-Year Engagement (como Ming). Park también ha sido parte de varios proyectos de cine independiente como The People I've Slept With (2009) de Quentin Lee (como el "Tipo agradable pero aburrido"), y protagonizó y coescribió la película American Fusion (2005) (como Josh).
En televisión, Park ha realizado apariciones como invitado en Curb Your Enthusiasm (como "Doctor"), New Girl (como "Will"), The Office (como "Asian Jim"), ER (como "Young-Jo Pak"), CSI: Crime Scene Investigation (como "Scott Katsu"), NBC's Four Kings (como "Server Pat"), Las Vegas (como "Jasper"), House (como "Brad"), iCarly (como "Mr. Palladino"), Cold Case (como "Manny Kim '07"), Reno 911! (como "Mailman"), entre otras. Además ha aparecido de manera regular en el papel de Martin Fukanaga, el personaje del padre, en la serie de TV de Nickelodeon Supah Ninjas. Park fue además miembro del reparto del show de improvisación MTV’s Nick Cannon Wild 'n Out. En 2007, apareció de forma regular como actor en el reality show On the Lot.
Actualmente Park aparece como un personaje recurrente en The Mindy Project (como "Colin") y en Veep (como el gobernador de Minnesota "Danny Chung"), el rival del personaje de Julia Louis-Dreyfus’.
Park fue escogido para interpretar a Louis, el padre inmigrante de Eddie Huang, en el proyecto televisivo de la ABC, Fresh Off The Boat (basado en las memorias de Huang, Fresh Off the Boat: A Memoir), escrito y producido por Nahnatchka Khan y bajo la producción ejecutiva de Jake Kasdan. Apareció como el patriarca de una familia taiwanesa-americana en el sitcom, siendo "la primera serie de la cadena en 20 años desde All-American Girl, en centrarse en una familia asiático-americana"."
En 2014, Park interpretó a un representante de negocios intentando reclutar estudiantes universitarios en Neighbors, coprotagonizó la comedia Sex Tape de Jason Segel y Cameron Diaz, e interpretó al líder Norcoreano, Kim Jong-un en otra película de Seth Rogen, The Interview.

### Como guionista y director
En 2005, Park fue uno de los guionistas y el actor principal en la película American Fusion dirigida por Frank Lin, la cual ganó el Premio de la Audiencia en el Festival Internacional de Cine de Hawái.
También ha creado, dirigido, escrito y protagonizado varios cortos en internet para Channel 101, entre ellos Dr. Miracles, The Food, y Dumb Professor. En 2013, escribió y protagonizó una serie en la que también actuó su bebé titulada Baby Mentalist.
Park también escribió el corto dirigido por David J. Lee titulado Blueberry (con la actuación estelar de Marques Ray), el cual ganó el premio a mejor actor en el NBC Shortcuts Film Festival para filmes cortos.
Como guionista, Park también recibió el Premio a Nuevos Guionistas de la Coalition of Asian Pacifics in Entertainmen (CAPE) por su piloto para la televisión “The Erasists”.

### Comerciales y trabajo en línea
Park ha participado en comerciales para HBO Go, Ally Bank, además del comercial Verizon Droid del día del padre en 2011.
Park fue parte del corto “Too Fast” de Wong Fu Productions como Brandon y la serie web Home Is Where the Hans Are como el padrastro.

## Vida privada
Park está casado con Jae Suh Park y tienen una hija juntos nacida en 2013. Viven en el Valle de San Fernando.

## Filmografía

### Películas
| Año  | Título                            | Papel            | Notas               |
| ---- | --------------------------------- | ---------------- | ------------------- |
| 2005 | American Fusion                   | Josh             |                     |
| 2010 | Too Fast                          | Brandon          | corto               |
| 2010 | Dinner for Schmucks               | Henderson        |                     |
| 2011 | Larry Crowne                      | Trainee Wong     |                     |
| 2012 | The Five Year Engagement          | Ming             |                     |
| 2014 | Neighbors                         | Rep              |                     |
| 2014 | Sex Tape                          | Edward           |                     |
| 2014 | They Came Together                | Martinson        |                     |
| 2014 | The Interview                     | Kim Jong-un      |                     |
| 2015 | Trainwreck                        | Bryson           |                     |
| 2016 | The Hollars                       | Dr. Fong         |                     |
| 2016 | Office Christmas Party            | Fred             |                     |
| 2017 | The House                         | Buckler          |                     |
| 2018 | Ant-Man and the Wasp              | Jimmy Woo        |                     |
| 2018 | Aquaman                           | Dr. Stephen Shin |                     |
| 2019 | Quizás para siempre               | Marcus Kim       | Película de Netflix |
| 2019 | Long Shot                         | Boss             |                     |
| 2020 | Valley Girl                       | Principal Evans  |                     |
| 2023 | Ant-Man and the Wasp: Quantumania | Jimmy Woo        | Cameo               |
| 2023 | Strays                            | Hunter           |                     |
| 2023 | Totally Killer                    | Dennis           |                     |
| 2023 | Aquaman y el Reino Perdido        | Dr. Stephen Shin |                     |

### Televisión
| Año       | Título               | Papel                                                  | Notas        |
| --------- | -------------------- | ------------------------------------------------------ | ------------ |
| 2005      | House                | Brad                                                   | 1 episodio   |
| 2005–2007 | Wild 'n Out          | Él mismo/Varios                                        | 16 episodios |
| 2009      | Curb Your Enthusiasm | Doctor                                                 | 1 episodio   |
| 2009-2010 | IKEA Heights         |                                                        |              |
| 2011–2013 | Supah Ninjas         | Martin Fukanaga                                        | 27 episodios |
| 2012      | The Office           | Steve (más comúnmente conocido como Asian Jim Halpert) | 1 episodio   |
| 2012–Act. | Veep                 | Danny Chung                                            | 10 episodios |
| 2014–Act. | Newsreaders          | Clavis Kim                                             | 4 episodios  |
| 2015–2020 | Fresh Off The Boat   | Louis Huang                                            | 12 episodios |
| 2021      | WandaVision          | Jimmy Woo                                              | 9 episodios  |
| 2022      | Blockbuster          | Timmy                                                  | 10 episodios |